# Erysimum occidentale
Erysimum occidentale är en korsblommig växtart som först beskrevs av Sereno Watson, och fick sitt nu gällande namn av Benjamin Lincoln Robinson. Erysimum occidentale ingår i släktet kårlar, och familjen korsblommiga växter. Inga underarter finns listade i Catalogue of Life.